# Insabbiamento

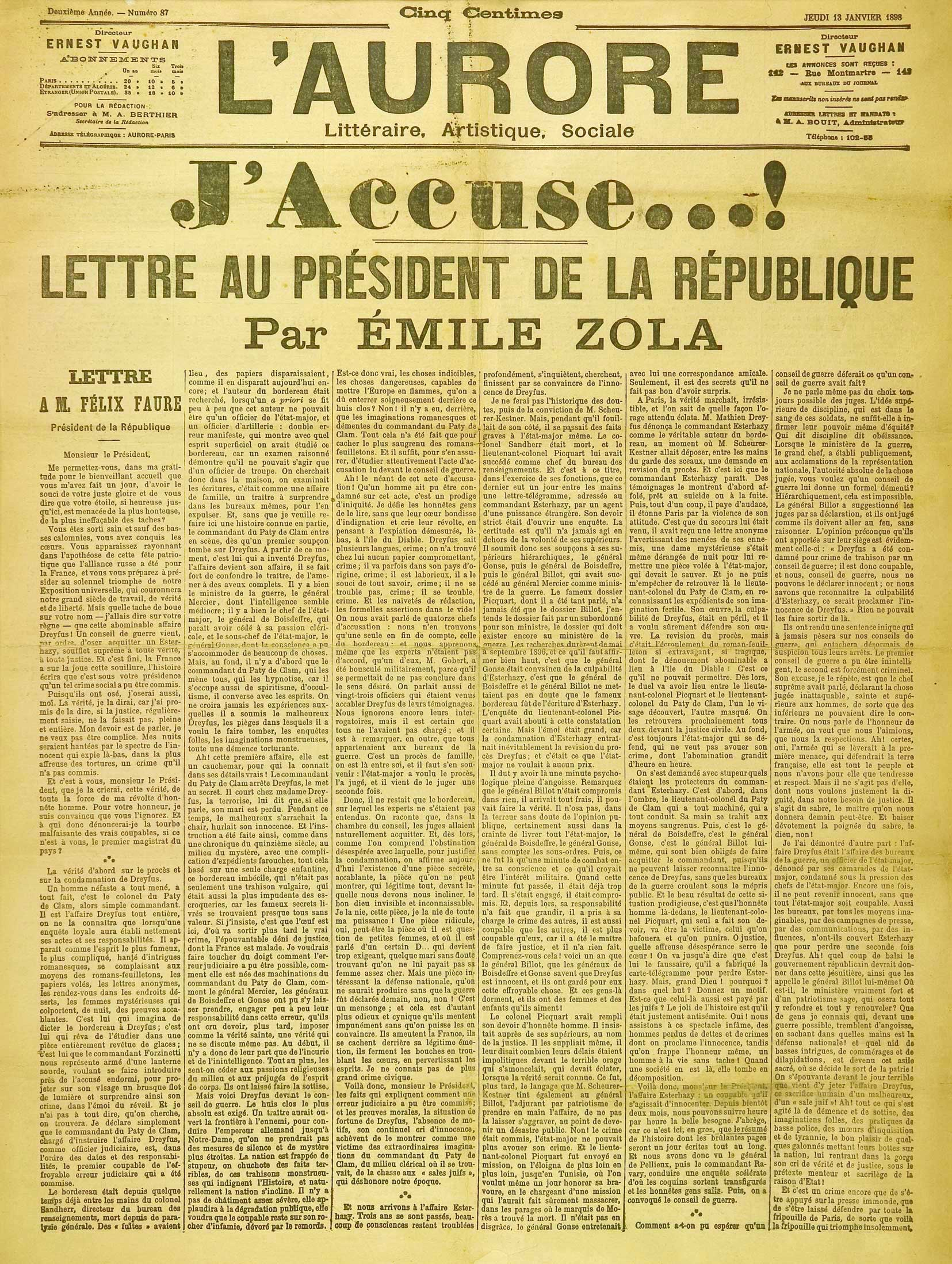
La pagina dell’Aurore con il famoso J'Accuse...! di Zola

Per insabbiamento, occultamento (a volte si usa il termine inglese cover up) si intende il tentativo di coprire le fonti dalle quali provengono una violazione legislativa o un crimine e che spesso coinvolgono un'intera organizzazione o solo i suoi responsabili.
A volte questi tentativi vengono messi in atto persino dagli organi di governo istituzionali.

## Esempi
- Caso Dreyfus
- Caso Sifar
- Disastro del Lužniki
- Massacro di My Lai
- Strage del Vajont
- Strage di Bologna
- Strage di Piazza Fontana
- Strage di Ustica
- Scandalo Irangate
- Scandalo Watergate